# Otto Back (Offizier)
Otto Back (* 31. Oktober 1864; † 20. Juni 1943) war ein deutscher Seeoffizier, zuletzt Vizeadmiral.

## Leben
Otto Back trat Mitte April 1883 in die Kaiserlichen Marine ein.
Als Korvettenkapitän war er mindestens ab 1902 in der Sektion für Mobilmachung im Reichsmarineamt in Berlin. Von hier wechselte er im Mai 1904 als Kommandant auf den Kleinen Kreuzer Bussard, mit welchem er in Deutsch-Ostafrikas operierte. Die Bussard war zu dieser Zeit das einzige deutsche Kriegsschiff in dieser Region und wurde daher unter dem Kommando von Back am Beginn des Maji-Maji-Aufstand eingebunden. Bis Oktober 1905 blieb er Kommandant. Am 10. November 1906 erfolgte seine Beförderung zum Fregattenkapitän.
Anfang April 1908 wurde er als Kapitän zur See Kommandant der Kreuzerfregatte Charlotte, führte eine Ausbildungsfahrt in westindische Gewässer durch und blieb bis zur Rückkehr nach Kiel Ende März 1909 Kommandant des Schiffes. Von der Wiederindienststellung als Schulschiff am 1. April 1909 bis Ende März 1910 war er Kommandant des Panzerdeckkreuzers Hansa. Mit diesem nahm er eine Ausbildungsreise ins Mittelmeer vor. Ende Mai 1910 übernahm er das neu in Dienst gestellte Großlinienschiff Posen, welches er bis September 1912 kommandierte.
Am 22. März 1916 wurde er zum Konteradmiral (Charakter zum 17. März 1914) befördert. Er war mindestens ab 1914 bis zum Ende des Ersten Weltkriegs Marinekommissar für den Kaiser-Wilhelm-Kanal.
Bis 1918 hatte er u. a. beide Klassen des Eisernen Kreuzes, den Roten Adlerorden 3. Klasse mit Schleife, Königlichen Kronen-Orden 2. Klasse mit Schwertern am Ringe, das Ehrenritterkreuz 1. Klasse des Großherzoglich Oldenburgischen Haus- und Verdienstorden des Herzogs Peter Friedrich Ludwig mit Schwertern und das Friedrich-August-Kreuz 1. Klasse erhalten.
Mitte Juli 1919 wurde er mit dem Charakter als Vizeadmiral aus der Marine verabschiedet.
Otto Back war ab Mitte November 1896 mit Elisabeth Marie Berta Charlotte, geb. von Finckh (* 1873), verheiratet.